# Горка-Кокуй
Го́рка-Коку́й (рос. Горка-Кокуй) — присілок у складі Нікольського району Вологодської області, Росія. Входить до складу Нікольського сільського поселення.

## Населення
Населення — 4 особи (2010; 15 у 2002).
Національний склад (станом на 2002 рік):
- росіяни — 93 %